# Imants Kokars
Imants Kokars (Gulbene, 16 de agosto de 1921 – Riga, 24 de noviembre de 2011) fue un pedagogo y director de orquesta letón. Su hermano gemelo Gido Kokars también fue director de orquesta. Imants Kokar fue director jefe de algunos Festivales de Canto y Baile letón y del Festival Coral Nórdico-Bático en 1995.
El 12 de abril de 1995 Imants Kokars fue premiado con la Orden de las Tres Estrellas de tercera clase.